# Barraca del camí del Corral del Fortuny XXI
La Barraca del camí del Corral del Fortuny XXI és una obra del Pla de Santa Maria (Alt Camp) inclosa a l'Inventari del Patrimoni Arquitectònic de Catalunya.

## Descripció
Es tracta d'una barraca de planta rectangular, cornisa horitzontal, coberta de pedruscall amb caramull, portal rematat amb llinda i orientat a l'est.
A la seva dreta hi ha un paravents amb una menjadora incorporada i en el seu lateral nord hi ha un sistema d'escaletes per accedir a la cúpula. La seva planta interior és rectangular i mesura 3'40m de fondària i 2'20m d'amplada. Aquesta estança està coberta amb una falsa cúpula fins a una alçada màxima de 2'95m.
Com a elements funcionals s'observa una gran menjadora incorporada al mur.